# Jonathan Frakes
Jonathan Scott Frakes (nascut el 19 d'agost de 1952) és un actor i director estatunidenc. És conegut sobretot per la seva interpretació de William T. Riker a la sèrie de televisió Star Trek: La nova generació i pel·lícules i sèries posteriors. També ha presentat la sèrie antològica Beyond Belief: Fact or Fiction, ha posat la veu a David Xanatos a la sèrie de televisió de Disney Gargoyles i ha narrat el documental de History Channel Lee and Grant. És l'autor acreditat de la novel·la The Abductors: Conspiracy, que en realitat fou escrit per Dean Wesley Smith.
Frakes va començar a dirigir episodis de "La nova generació" durant la seva tercera temporada, i va dirigir els llargmetratges Star Trek: First Contact (1996) i Star Trek: Insurrection (1998) i episodis de les sèries posteriors "Star Trek" Deep Space Nine, Voyager, Enterprise, Discovery, Strange New Worlds, i Picard. També ha dirigit els llargmetratges Clockstoppers (2002) i Thunderbirds (2004). Des de llavors ha dirigit prolíficament per a la televisió, incloent-hi pel·lícules i sèries de televisió The Librarian, Roswell, Leverage, Castle i Burn Notice.

## Primers anys i educació
Frakes va néixer el 1952 a Bellefonte (Pennsilvània), fill de Doris J. (de soltera Yingling; 1926–2020) i James R. Frakes (1924–2002). El pare de Frakes va ser professor de literatura anglesa i estudis americans a la Universitat de Lehigh del 1958 al 2001, i també va ser crític i crític de The New York Times Book Review. Frakes tenia un germà petit, Daniel, que va morir el 1997 a causa d'un càncer de pàncrees. Criat a Bethlehem a la regió de Lehigh Valley a l'est de Pennsilvània, va assistir a la Liberty High School a Bethlehem, on va fer atletisme, va tocar amb la Liberty High School Grenadier Band com a trombonista i es va graduar el 1970.
Frakes va estudiar a la Universitat Estatal de Pennsilvània, on va ser membre dels Thespians, i es va graduar amb una Llicenciatura en Belles Arts en Arts Teatrals el 1974. Tot i que havia gaudit actuant en obres de teatre durant l'escola secundària i el batxillerat, no va ser fins que va entrar a Penn State que va començar a prendre's seriosament la interpretació. Mentre treballava a l'estiu com a acomodador al Festival of America Theatre, un director el va veure i li va suggerir que seria una gran incorporació al cor de la seva obra. Transformat per l'experiència, Frakes va canviar immediatament la seva especialitat de psicologia a teatre.
Frakes va anar a la Universitat Harvard, on es va convertir en membre de la companyia d'actors de la universitat, el Loeb Drama Center, i es va graduar amb un Màster en Arts el 1976.

## Carrera

### Primers treballs
Durant un temps a finals de la dècada de 1970, Frakes va treballar per a Marvel Comics, apareixent disfressat com a Capità Amèrica en convencions i altres esdeveniments promocionals, així com en aparicions especials; qtribueix l'experiència a ajudar-lo a perfeccionar les seves habilitats en la interacció amb els fans al circuit de convencions de "Star Trek". Després de graduar-se a Harvard, Frakes es va traslladar a Nova York i es va convertir en membre de l'Impossible Ragtime Theater. En aquesta companyia, Frakes va fer la seva primera actuació off-Broadway a l'obra d'Eugene O'Neill, The Hairy Ape, dirigida per George Ferencz. La seva primera aparició a Broadway va ser el 1976 al musical Shenandoah. Més o menys al mateix temps, va aconseguir un paper a la telenovel·la de la NBC The Doctors. Quan el seu personatge, el veterà del Vietnam Tom Carroll, va ser acomiadat de la sèrie, Frakes, a instàncies del seu agent, es va traslladar a Los Angeles, on va obtenir aparicions com a convidat en moltes de les sèries de televisió més importants de les dècades de 1970 i 1980, com ara The Waltons, Eight Is Enough, Hart to Hart, Barnaby Jones, The Dukes of Hazzard, Matlock, Quincy, M.E. i Hill Street Blues.
Va interpretar el paper de Charles Lindbergh en un episodi de 1983 de Voyagers! titulat "An Arrow Pointing East". El 1983, va tenir un paper a la telenovel·la de curta durada de la NBC Bare Essence (que també va protagonitzar la seva futura esposa Genie Francis), i un paper secundari a la telenovel·la de curta durada Paper Dolls el 1984. També va tenir papers recurrents a Falcon Crest i a la minisèrie North and South. Frakes va aparèixer a la minisèrie de 1986 Dream West.

### Star Trek: La nova generació(1987)
El 1987, Frakes va ser escollit per al paper del comandant William T. Riker a Star Trek: La nova generació. Va ser un dels dos únics actors que van aparèixer a tots els episodis (l'altre era Patrick Stewart). Mentre apareixia a la sèrie, a Frakes se li va permetre assistir a sessions de càsting, reunions de concepte, disseny de producció, edició i postproducció, cosa que li va donar la preparació que necessitava per convertir-se en director. Va dirigir vuit episodis de la sèrie i 21 episodis de l'univers Star Trek. Després que la sèrie de televisió acabés el 1994, Frakes va repetir el seu paper a les pel·lícules Star Trek: La nova generació, dues de les quals (Star Trek: First Contact i Star Trek: Insurrection) va dirigir.
Frakes ha aparegut a Star Trek: Deep Space Nine, Star Trek: Voyager, Star Trek: Enterprise, Star Trek: Picard i Star Trek: Lower Decks, convertint-lo en l'únic personatge regular de Star Trek que apareix en sis sèries de Star Trek. També ha dirigit episodis en sis de les sèries (TNG, DS9, VOY, DIS, PIC, i SNW). Frakes també és un dels sis actors de Star Trek (els altres actors són Kate Mulgrew, Michael Dorn, George Takei, Avery Brooks i Majel Barrett) per prestar les seves veus al videojoc Star Trek: Captain's Chair, repetint el seu paper de Riker quan els usuaris visiten el pont Enterprise-E que apareix al joc.

### Després deStar Trek

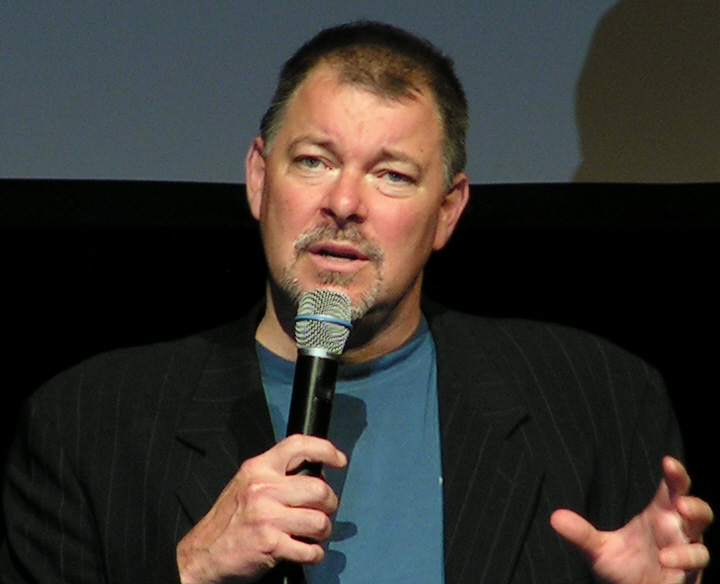
Frakes el 2005

Després de la franquícia Star Trek, Frakes va dirigir la pel·lícula familiar del 2002 Clockstoppers. Tanmateix, la seva següent pel·lícula, Thunderbirds, del 2004, va ser un fracàs de taquilla, i segons ell gairebé va destruir per si sola el que havia estat una reeixida carrera com a director: "[El meu] nom va ser tret de les llistes... Vaig passar dels 60 a zero. Va ser un despertar per a mi. Havia estat tan positiu, tan beneït i tan afortunat". Van passar alguns anys abans que Frakes tingués una altra oportunitat de dirigir per a televisió, i Thunderbirds continua sent el seu últim crèdit com a director de cinema.
Gran part del treball d'actor de Frakes després de "Star Trek" ha estat veu de doblatge d'animació, sobretot amb la veu recurrent de David Xanatos a la sèrie animada "Gargoyles", i va proporcionar la veu del seu propi cap en un pot a l'episodi de "Futurama" "Where No Fan Has Gone Before". Va tenir un petit paper no acreditat a la pel·lícula de 1994 "Camp Nowhere". Frakes també va posar la veu a la versió adulta de Finn the Human als episodis "Puhoy" i "Dungeon Train" a "Adventure Time".
Frakes va ser productor executiu de la sèrie de la WB "Roswell", va dirigir diversos episodis i va ser estrella convidada en tres episodis. La seva relació amb Star Trek es minimitza a l'episodi de la tercera temporada "Secrets and Lies", en què el personatge alienígena Max Evans fa una audició per a un paper de convidat com a alienígena per a Star Trek: Enterprise.
Frakes va aparèixer a l'àlbum Phish de 1994 Hoist, tocant el trombó a la cançó titulada "Riker's Mailbox". Frakes actuava ocasionalment amb el trombó durant el seu paper com a comandant Riker, aprofitant la seva experiència a la banda de música universitària. També va ser membre de "The Sunspots", un grup de suport vocal de membres del repartiment de Star Trek que va aparèixer a l'àlbum de Brent Spiner de 1991 Ol' Yellow Eyes Is Back.
Frakes va presentar "The Paranormal Borderline", una sèrie de televisió de curta durada a UPN, que tractava sobre esdeveniments i criatures paranormals i misterioses. En un episodi, Frakes va presentar una entrevista de la periodista Yolanda Gaskins amb l'astronauta veterà Gordon Cooper, on van discutir la possibilitat que extraterrestres haguessin visitat la Terra en el passat. Va presentar les temporades 2 a 6 de Beyond Belief: Fact or Fiction, que també tractava del món paranormal.
Frakes i Francis van aparèixer junts a Lois & Clark a l'episodi "Don't Tug on Superman's Cape" com una parella esgarrifosament massa bona per ser veritat. Va narrar el programa "That's Impossible" del History Channel. A més de Roswell, Frakes ha dirigit episodis de Leverage, Castle, NCIS: Los Angeles, Burn Notice, Falling Skies i més recentment Agents of S.H.I.E.L.D. de Marvel, Switched at Birth, Hit the Floor, The Librarians, i The Orville. Fins ara, The Librarians ha estat una de les seves obres més ben valorades i recomanades de les anteriors, després de la seva pel·lícula debut The Librarian and the Quest for the Spear.
Frakes treballa amb els Workshops, el Waterfall Arts Center i la Saltwater Film Society, tots ubicats a Maine, on imparteix classes de direcció cinematogràfica. Anteriorment també ha impartit cursos de direcció i realització de cinema al Rockport College, ara anomenat Maine Media College. Ell i Francis tenien una botiga de mobles per a la llar a Belfast (Maine), anomenada The Cherished Home, que va tancar l'agost de 2012 perquè ella estava massa ocupada amb la seva actuació per passar-hi prou temps.

## Vida personal
Frakes i l'actriu Debralee Scott es van conèixer a principis dels anys 80 en una classe d'exercici a Los Angeles. Es van casar al cap d'aproximadament un any i van viure en una casa de 2 habitacions a Sherman Oaks, Califòrnia.
Frakes va conèixer l'actriu Genie Francis al rodatge de la telenovel·la Bare Essence, i de nou mentre filmava la minisèrie North and South. Van començar a sortir el 1985, es van prometre el 1986 i es van casar el 28 de maig de 1988. La parella té dos fills, Jameson Ivor Frakes (nascut el 20 d'agost de 1994) i Elizabeth Frances Frakes (nascuda el 30 de maig de 1997).
El 2008, es van mudar de Belfast (Maine) a Beverly Hills, Califòrnia, i més tard a Calabasas, Califòrnia.

## Filmografia

### Crèdits d'actor
| Cinema                  | Cinema                                                    | Cinema                                                 | Cinema | Cinema               |
| Any                     | Títol                                                     | Paper                                                  | Notes | Referència(s)        |
| ----------------------- | --------------------------------------------------------- | ------------------------------------------------------ | --- | -------------------- |
| 1979                    | Beach Patrol                                              | Marty Green                                            | Telefilm | [ 28 ] [ 29 ]        |
| 1994                    | Camp Nowhere                                              | Bob Spiegel                                            | | [ 29 ]               |
| 1994                    | Star Trek: Generations                                    | Comandant William T. Riker                             | | [ 28 ] [ 29 ]        |
| 1995                    | Time Travel Through the Bible                             | Ell mateix / Convidat                                  | | [ 29 ]               |
| 1996                    | Star Trek: First Contact                                  | Comandant William T. Riker                             | Nominat –Blockbuster Entertainment Award al millor actor secundari Nominat–Premi Saturn al millor director      | [ 28 ] [ 29 ]        |
| 1998                    | Star Trek: Insurrection                                   | Comandant William T. Riker                             | | [ 28 ] [ 29 ]        |
| 1999                    | Dying to Live                                             | Will                                                   | Telefilm | [ 28 ] [ 29 ]        |
| 2002                    | Star Trek: Nemesis                                        | Comandant/Capità William T. Riker                      | | [ 28 ] [ 29 ]        |
| 2002                    | Clockstoppers                                             | Janitor                                                | Sense acreditar                                                                                                 | [ 29 ]               |
| 2004                    | Thunderbirds                                              | Policia                                                | Sense acreditar                                                                                                 |                      |
| 2006                    | The Librarian: Return to King Solomon's Mines             | Carl Potter                                            | Telefilm | [ 28 ] [ 29 ]        |
| 2008                    | The Librarian: Curse of the Judas Chalice                 | Trombonista en la banda                                | Telefilm Uncredited                                                                                             | [ 29 ]               |
| 2011                    | The Captains                                              | Ell mateix/Capità William T. Riker                     | | [ 29 ]               |
| 2017                    | Devil's Gate                                              | Xeriff Gruenwell                                       | | [ 28 ] [ 29 ]        |
| 2022                    | Catwoman: Hunted                                          | King Faraday, Boss Moxie                               | Veu, directe a vídeo                                                                                            | [ 29 ] [ 30 ] [ 31 ] |
| Televisió               |                                                           |                                                        | |                      |
| Any                     | Títol                                                     | Paper                                                  | Notes | Referències(s)       |
| 1977–1978               | The Doctors                                               | Tom Carroll                                            | | [ 29 ]               |
| 1978                    | Els àngels de Charlie                                     | Brad                                                   | Episodi: "Angel on My Mind"                                                                                     | [ 29 ]               |
| 1978                    | Barnaby Jones                                             | David Douglas                                          | Episodi: "Stages of Fear"                                                                                       | [ 29 ]               |
| 1978                    | Fantasy Island                                            | Kirk Wendover                                          | Episodi: "The War Games/Queen of the Boston Bruisers"                                                           | [ 29 ]               |
| 1979                    | The Waltons                                               | Ashley Longworth Jr.                                   | 2 episodis | [ 29 ]               |
| 1979                    | Eight Is Enough                                           | Chapper                                                | Episodi: "Separate Ways"                                                                                        | [ 29 ]               |
| 1979                    | The White Shadow                                          | Jugador de bàsquet                                     | Episodi: "One of the Boys" (sense acreditar)                                                                    | [ 29 ]               |
| 1980                    | Here's Boomer                                             | Philip                                                 | Episodi: "Private Eye"                                                                                          | [ 29 ]               |
| 1980                    | Beulah Land                                               | Adam Davis                                             | | [ 28 ] [ 29 ]        |
| 1980                    | The Night the City Screamed                               | Richard Hawkins                                        | | [ 28 ] [ 29 ]        |
| 1981                    | The Dukes of Hazzard                                      | Jamie Lee Hogg                                         | Episodi: "Mrs. Daisy Hogg"                                                                                      | [ 29 ]               |
| 1981                    | Harper Valley PTA                                         | Clutch Breath                                          | Episodi: "Low Noon"                                                                                             | [ 29 ]               |
| 1982                    | Hart to Hart                                              | Adam Blake                                             | Episodi: "Harts and Palms"                                                                                      | [ 29 ]               |
| 1982                    | Knight Power                                              | The Thingy                                             | Voice, episode: "The Thingy"                                                                                    | [ 29 ]               |
| 1982                    | Hill Street Blues                                         | Drug dealer                                            | Episodi: "Of Mouse and Man"                                                                                     | [ 29 ]               |
| 1982                    | Quincy, M.E.                                              | Leon Bohannon/Surgeon                                  | 2 episodis | [ 29 ]               |
| 1982                    | Voyagers!                                                 | Charles Lindbergh                                      | Episodi: "An Arrow Pointing East"                                                                               | [ 29 ]               |
| 1983                    | Bare Essence                                              | Marcus Marshall                                        | Nombrosos episodis.                                                                                             | [ 28 ] [ 29 ]        |
| 1984                    | Highway to Heaven                                         | Arthur Krock, Jr.                                      | Episodi: "A Divine Madness"                                                                                     | [ 29 ]               |
| 1984                    | Five Mile Creek                                           | Adam Scott                                             | Episodi: "Gold Fever"                                                                                           | [ 29 ]               |
| 1984                    | The Fall Guy                                              | Connors                                                | Episodi: "Always Say Always"                                                                                    | [ 29 ]               |
| 1985                    | La Dimensió Desconeguda                                   | Noi solter                                             | Episodi: "But Can She Type?"                                                                                    | [ 29 ]               |
| 1985                    | North and South                                           | Stanley Hazard                                         | | [ 28 ] [ 29 ]        |
| 1985                    | Falcon Crest                                              | Damon Ross                                             | Temporada 4 Episodis 20 - 30                                                                                    | [ 29 ]               |
| 1986                    | Dream West                                                | Tt. Archibald Gillespie                                | | [ 28 ] [ 29 ]        |
| 1986                    | Matlock                                                   | D.A. Park                                              | Episodi: "The Angel"                                                                                            | [ 29 ]               |
| 1987–1994               | Star Trek: La nova generació                              | Comandant William T. Riker                             | 176 episodis – També va interpretar el tinent duplicat del transportador Thomas Riker a "Una altra oportunitat" | [ 29 ]               |
| 1988                    | Reading Rainbow                                           | Ell mateix                                             | Episodi: "The Bionic Bunny Show"                                                                                | [ 29 ]               |
| 1994                    | Wings                                                     | Gavin Rutledge                                         | Episodi: "All's Fare"                                                                                           | [ 29 ]               |
| 1994                    | Star Trek: Deep Space Nine                                | Tt. Thomas Riker                                       | Episodi: "Defiant"                                                                                              | [ 29 ]               |
| 1994                    | Journey's End: The Saga of Star Trek: The Next Generation | Convidant                                              | Documental |                      |
| 1994–1996               | Gargoyles                                                 | David Xanatos, Coyote, Alexander Fox                   | Veu, paper recurrent                                                                                            | [ 29 ] [ 31 ]        |
| 1995                    | Lois & Clark: The New Adventures of Superman              | Tim Lake                                               | Episodi: "Don't Tug on Superman's Cape"                                                                         | [ 29 ]               |
| 1995                    | Cybill                                                    | Ell mateix                                             | Episodi: "Starting on the Wrong Foot"                                                                           | [ 29 ]               |
| 1995                    | Alien Autopsy: Fact or Fiction?                           | Convidat/Narrador                                      | | [ 28 ]               |
| 1996                    | Star Trek: Voyager                                        | Comandant William T. Riker                             | Episodi: "Desig de mort"                                                                                        | [ 29 ]               |
| 1998–2002, 2021–present | Beyond Belief: Fact or Fiction                            | Ell mateix                                             | 45 episodis | [ 29 ]               |
| 1999                    | Roswell                                                   | Ell mateix                                             | Episodi: "The Convention"                                                                                       | [ 28 ] [ 29 ]        |
| 2000                    | 3rd Rock from the Sun                                     | Larry McMichael                                        | Episodi: "Gwen, Larry, Dick and Mary"                                                                           | [ 29 ]               |
| 2000                    | Ghosts: Caught on Tape                                    | Narrador                                               | | [ 28 ] [ 29 ]        |
| 2002                    | Futurama                                                  | Ell mateix                                             | Veu, episodi: "Where No Fan Has Gone Before"                                                                    | [ 29 ] [ 31 ]        |
| 2005                    | Star Trek: Enterprise                                     | Comandant William T. Riker                             | Episodi: "These Are the Voyages..."                                                                             | [ 29 ]               |
| 2005, 2009              | Family Guy                                                | Comandant William T. Riker, Ell mateix                 | Veu, 2 episodis                                                                                                 | [ 29 ] [ 31 ]        |
| 2009                    | That's Impossible                                         | Ell mateix                                             | | [ 29 ]               |
| 2009                    | Leverage                                                  | Pacient amb coll ortopèdic                             | Episodi: "The Snow Job" (sense acreditar)                                                                       | [ 29 ]               |
| 2010                    | Criminal Minds                                            | Dr. Arthur Malcolm                                     | Episodi: "The Uncanny Valley"                                                                                   | [ 29 ]               |
| 2010                    | NCIS: Los Angeles                                         | Navy Commander Dr. Stanfill                            | Episodi: "Disorder"                                                                                             | [ 29 ]               |
| 2011                    | The Super Hero Squad Show                                 | High Evolutionary                                      | Veu, episodi: "The Devil Dinosaur You Say! (Six Against Infinity, Part 4)"                                      | [ 29 ] [ 31 ]        |
| 2012                    | Leverage                                                  | Home a la Comissió de Seguretat de Productes de Consum | Episodi: "The Toy Job" (sense acreditar)                                                                        | [ 29 ]               |
| 2012                    | Castle                                                    | Richard Castle Fan                                     | Episodi "The Final Frontier" (sense acreditar)                                                                  | [ 29 ]               |
| 2013                    | Adventure Time                                            | Adult Finn                                             | Veu, 2 episodis                                                                                                 | [ 29 ] [ 31 ]        |
| 2014                    | Hit the Floor                                             | Hank                                                   | Episodi: "Blow Out"                                                                                             | [ 29 ]               |
| 2016–2019               | Guardians of the Galaxy                                   | J'son, TV Narrator, J. Jonah J'Son                     | Veu, 14 episodis                                                                                                | [ 29 ] [ 31 ]        |
| 2016                    | Miles from Tomorrowland                                   | Avi Vincent                                            | Veu, 2 episodis                                                                                                 | [ 29 ] [ 31 ]        |
| 2016                    | Angie Tribeca                                             | USCG Almirall comandant Donald "Don" Van Zandt         | Episodi: "The Coast Is Fear"                                                                                    | [ 29 ]               |
| 2016–2018               | Future-Worm!                                              | Steak Starbolt                                         | Veu, 6 episodis                                                                                                 | [ 29 ]               |
| 2018                    | After Trek                                                | Ell mateix                                             | Aftershow Episodi 11                                                                                            | [ 29 ]               |
| 2019                    | Hot Streets                                               | Pare                                                   | Veu, episodi: "Super Agent 2"                                                                                   | [ 29 ]               |
| 2019                    | How to Sell Drugs Online (Fast)                           | Ell mateix                                             | Episodi: "Life's Not Fair, Get Used to It"                                                                      |                      |
| 2020, 2023              | Star Trek: Picard                                         | Capità William T. Riker                                | 12 episodis – També interpreta un canviant a "Dominion"                                                         | [ 29 ] [ 32 ]        |
| 2020–2024               | The Ready Room                                            | Ell mateix                                             | Aftershow 10 episodis                                                                                           |                      |
| 2020–2021               | Star Trek: Lower Decks                                    | Capità William T. Riker                                | Veu, 3 episodis                                                                                                 | [ 29 ] [ 31 ]        |
| 2020                    | The Astronauts                                            | Rex Dowd                                               | 3 episodis | [ 29 ]               |
| 2022                    | Allegedly                                                 | Roger                                                  | Episodi: "Money Supply"                                                                                         |                      |
| 2023                    | A Biltmore Christmas                                      | Winston                                                | Telefilm | [ 29 ]               |
| Videojocs               |                                                           |                                                        | |                      |
| Any                     | Títol                                                     | Paper de veu                                           | Notes | Referència(s)        |
| 1995                    | Multimedia Celebrity Poker                                | Ell mateix                                             | | [ 33 ]               |
| 1995                    | Star Trek: The Next Generation – A Final Unity            | Comandant William T. Riker                             | | [ 31 ]               |
| 2017                    | XCOM 2: War of the Chosen                                 | Volk                                                   | | [ 34 ]               |
| 2023                    | Star Trek: Resurgence                                     | Capità William T. Riker                                | | [ 31 ] [ 35 ]        |
| Websèries               |                                                           |                                                        | |                      |
| Any                     | Títol                                                     | Paper                                                  | Notes | Reference(s)         |
| 2023                    | Star Trek: Very Short Treks                               | Comandant William T. Riker                             | Veu, 3 episodis                                                                                                 | [ 31 ]               |

### Crédits de director
| Cinema     | Cinema                                        | Cinema | Cinema               |
| Any        | Títol                                         | Notes | Referència(s)        |
| ---------- | --------------------------------------------- | --- | -------------------- |
| 1996       | Star Trek: First Contact                      | | [ 28 ] [ 29 ]        |
| 1998       | Star Trek: Insurrection                       | | [ 28 ] [ 29 ]        |
| 2002       | Clockstoppers                                 | | [ 28 ] [ 29 ]        |
| 2004       | Thunderbirds                                  | | [ 28 ] [ 29 ]        |
| Televisió  |                                               | |                      |
| Any        | Títol                                         | Notes | Referència(s)        |
| 1990–1994  | Star Trek: The Next Generation                | 3.16 – "Descendència" (1990) 4.07 – "Reunió" (1990) 4.21 – "El timbal" (1991) 5.18 – "Causa i efecte" (1992) 6.09 – "Qualitat de vida" (1992) 6.20 – "La recerca" (1993) 7.08 – "Acoblats" (1993) 7.14 – "Sub Rosa" (1994) | [ 29 ]               |
| 1994–1995  | Star Trek: Deep Space Nine                    | 3.02 – "The Search, Part II" (1994) 3.08 – "Meridian" (1994) 3.13 – "Past Tense, Part II" (1995) | [ 29 ]               |
| 1995–1996  | Star Trek: Voyager                            | 2.03 – "Projeccions" (1995) 2.07 – "Naixement" (1995) 2.13 – "Prototip" (1996) | [ 29 ]               |
| 1995       | University Hospital                           | 1.3 - "Life and Death" | [ 29 ]               |
| 1996       | Diagnosis Murder                              | 3.18 – "Left-Handed Murder" (1996) | [ 29 ]               |
| 1999–2001  | Roswell                                       | 1.07 – "River Dog" (1999) 1.19 – "Four Square" (2000) 1.21 – "The White Room" (2000) 3.04 – "Secrets and Lies" (2001) 3.08 – "Behind the Music" (2001) | [ 29 ]               |
| 2002       | La Dimensió Desconeguda                       | "The Lineman" (2002) | [ 29 ]               |
| 2006       | The Librarian: Return to King Solomon's Mines | Telefilm | [ 28 ] [ 29 ]        |
| 2007       | Masters of Science Fiction                    | "The Discarded" (2007) | [ 29 ]               |
| 2008       | The Librarian: Curse of the Judas Chalice     | Telefilm | [ 28 ] [ 29 ]        |
| 2009–2012  | Leverage                                      | 1.07 – "The Wedding Job" (2009) 1.11 – "The Juror#6 Job" (2009) 2.04 – "The Fairy Godparents Job" (2009) 2.11 – "The Bottle Job" (2010) 3.02 – "The Reunion Job" (2010) 3.06 – "The Studio Job" (2010) 3.13 – "The Morning After Job" (2010) 4.09 – "The Queen's Gambit Job" (2011) 4.12 – "The Office Job" (2011) 4.15 – "The Lonely Hearts Job" (2011) 5.03 – "The First Contact Job" (2012) 5.05 – "The Gimme a K Street Job" (2012) 5.14 – "The Toy Job" (2012) | [ 29 ]               |
| 2009       | Dollhouse                                     | 2.04 – "Belonging" (2009) | [ 29 ]               |
| 2009–2013  | Castle                                        | 2.08 – "Kill the Messenger" (2009) 5.06 – "The Final Frontier" (2012) 5.20 – "The Fast and the Furriest" (2013) | [ 29 ]               |
| 2010–2016  | NCIS: Los Angeles                             | 1.14 – "LD50" (2010) 2.11 – "Disorder" (2010) 3.16 – "Blye, K." (2012) 4.10 – "Free Ride" (2012) 5.02 – "Impact" (2013) 8.10 – "Sirens" (2016) | [ 29 ]               |
| 2010       | V                                             | 1.07 – "John May" (2010) | [ 29 ]               |
| 2010       | Persons Unknown                               | 1.05 – "Incoming" (2010) 1.10 – "Seven Sacrifices" (2010) 1.11 – "And Then There Was One" (2010) | [ 29 ]               |
| 2010       | The Good Guys                                 | 1.09 – "Don't Taze Me, Bro" (2010) 1.16 – "Silence of the Dan" (2010) | [ 29 ]               |
| 2010–2013  | The Glades                                    | 1.08 – "Marriage Is Murder" (2010) 2.04 – "Moonlighting" (2011) 4.02 – "4.02 – Shot Girls" (2013) | [ 29 ]               |
| 2010–2013  | Burn Notice                                   | 4.14 – "Hot Property" (2010) 5.06 – "Enemy Of My Enemy" (2011) 5.17 – "Acceptable Loss" (2011) 6.09 – "Official Business" (2012) 7.06 – "All or Nothing" (2013) | [ 29 ]               |
| 2011       | Truth Be Told                                 | Telefilm | [ 28 ] [ 29 ]        |
| 2011       | Bar Karma                                     | 1.09 – "Three Times a Lady" (2011) | [ 29 ]               |
| 2013–2015  | Falling Skies                                 | 3.09 – "Journey to Xilbalba" (2013) 4.06 – "Door Number Three" (2014) 5.06 – "Respite" (2015) | [ 29 ]               |
| 2013       | King & Maxwell                                | 1.08 – "Job Security" (2013) | [ 29 ]               |
| 2013       | Agents of S.H.I.E.L.D.                        | 1.08 – "The Well" (2013) | [ 29 ]               |
| 2014–2015  | Switched at Birth                             | 3.06 – "The Scream" (2014) 4.08 – "Art Like Love is Dedication" (2015) | [ 29 ]               |
| 2014       | Hit the Floor                                 | 2.03 – "Behind the Back" (2014) 2.04 – "Full-Court Press" (2014) | [ 29 ]               |
| 2014–2017  | The Librarians                                | 1.04 – "And Santa's Midnight Run" (2014) 1.06 – "And the Fables of Doom" (2015) 1.10 – "And the Loom of Fate" (2015) 2.06 – "And the Infernal Contract" (2015) 2.08 – "And the Point of Salvation" (2015) 3.05 – "And the Tears of a Clown" (2016) 3.06 – "And the Trial of the Triangle" (2016) 3.09 – "And the Fatal Separation" (2017) 4.04 – "And the Silver Screen" (2017) 4.06 – "And the Graves of Time" (2017)                                              | [ 29 ]               |
| 2017–2019  | The Orville                                   | 1.05 – "Pria" (2017) 2.12 – "Sanctuary" (2019) | [ 29 ]               |
| 2017–2024  | Star Trek: Discovery                          | 1.10 – "Despite Yourself" (2018) 2.02 – "New Eden" (2019) 2.09 – "Project Daedalus" (2019) 3.03 – "People of Earth" (2020) 3.08 – "The Sanctuary" (2020) 3.12 – "There Is a Tide..." (2020) 4.06 – "Stormy Weather" (2021) 5.09 – "Lagrange Point" (2024) | [ 29 ] [ 36 ]        |
| 2018       | The Arrangement                               | 2.9 – "Truth" (2018) | [ 29 ]               |
| 2019       | The Gifted                                    | 2.13 – "teMpted" (2019) | [ 29 ]               |
| 2020–2023  | Star Trek: Picard                             | 1.04 – "Absolute Candor" (2020) 1.05 – "Stardust City Rag" (2020) 2.05 – "Fly Me to the Moon" (2022) 2.06 – "Two of One" (2022) 3.03 - "Seventeen Seconds" (2023) 3.04 - "No Win Scenario" (2023) | [ 29 ]               |
| 2020       | The Astronauts                                | 1.03 – "Day 3" (2020) 1.04 – "Day 21" (2020) | [ 29 ]               |
| 2021, 2025 | Leverage: Redemption                          | 1.07 – "The Double-Edged Sword Job" (2021) 3.03 – "The Scared Stiff Job" (2025) | [ 29 ]               |
| 2023       | Star Trek: Strange New Worlds                 | 2.07 – "Those Old Scientists" (2023) | [ 29 ] [ 37 ] [ 38 ] |
| TBA        | Star Trek: Starfleet Academy                  | | [ 39 ]               |
| Vídeojocs  |                                               | |                      |
| Any        | Títol                                         | Notes | Referèncie(s)        |
| 1996       | Star Trek: Klingon                            | Pel·lícula interactiva |                      |